# Returner
Película japonesa del año 2002 dirigida por Takashi Yamazaki descrita como una historia de amor, acción e intriga, con muy buenos efectos especiales.

## Argumento
En el futuro hay una invasión de robots de una raza conocida como Daggra (enemigo en tibetano) en el planeta Tierra, lo cual lo deja en un estado posapocalíptico. Pero existe una resistencia, la cual lucha constantemente contra los invasores para poder restaurar el planeta a lo que solía ser antes de la invasión.
Después de mucho esfuerzo, la resistencia inventa una máquina del tiempo, pero en el momento de estar planeando quién es el elegido para regresar y cambiar la historia llegan los alienígenas a la base secreta donde se encuentra la máquina. Las personas en la base son asesinadas por los alienígenas y la única salvación es la única sobreviviente, una niña llamada Milly.
Milly esa enviada al pasado para evitar la catástrofe que vive en el futuro. Cuando ella llega al pasado se encuentra con un asesino a sueldo llamado Miyamoto al cual ella engaña para que la ayude a encontrar la primera nave espía por la cual se desencadenaron los eventos del futuro y destruirla antes de que esta llame a los refuerzos.
Dentro de la historia Milly se da cuenta de que es completamente distinta a como ella la sabía. Allí se entera de qué alienígenas atacaron por placer porque una de sus naves tuvo un accidente y ellos fueron a buscarla. Pero antes de encontrarla esta fue destruida y su tripulante asesinado, por lo que ellos buscan venganza.
El asesino resulta ser una persona que Miyamoto ha estado buscando toda su vida, Mizoguchi, el cual secuestró al mejor amigo de Miyamoto cuando ellos eran niños, así como también a otros chicos, para vender sus órganos en el mercado negro.
Al enterarse de esto persiguen a Mizoguchi hasta una plataforma en medio del mar en donde con la ayuda de tecnología del futuro logran rescatar al alien y escapar con vida. Al lograrlo aparece un avión, el cual se transforma en una nave alienígena, y de ella salen dos robots, los cuales se "abren" y de ellos salen dos aliens parecidos al que rescataron y revelan que los robots del futuro no son más que armaduras.
Al regresar al futuro, Milly se da cuenta de que este fue asesinado poco después de que ella cumple con su misión, debido a que él había dejado sus armas a Milly y abandonado su trabajo de mercenario. Ella regresa y le coloca una placa metálica en la gabardina donde Miyamoto recibe la bala. Miyamoto sobrevive al intento de asesinato y se da cuenta de que Milly lo protegió desde el futuro.

## Comentario
Returner se estrenó el 31 de agosto de 2002.

## Reparto
- Takeshi Kaneshiro como Miyamoto
- Anne Suzuki como Milly
- Goro Kishitani como Mizoguchi
- Kirin Kiki como Shi Zhi Tan

## Banda sonora
La banda sonora de Returner fue compuesta por Akihiko Matsumoto y la canción de los créditos es "Dig In" de Lenny Kravitz.

## Análisis y recepción
Esta es la segunda película del director Takashi Yamazaki que utiliza efectos visuales generados por computadoras como Tiempo balla y Mecha (robot. Returner ha sido criticada por ser una obra de trabajo derivada.